# Camille Vermoesen
François Marie Camille Vermoesen ( Malderen, 2 de agosto de 1882 - París, 17 de diciembre de 1922) fue un botánico y micólogo belga. Fue curador del jardín Botánico de Bruselas, profesor en la Universidad de Lovaina, micólogo del gobierno en el Congo, recogiendo y escribiendo sobre la flora en las Indias y Congo Belga.

## Algunas obras
- françois m.c. Vermoesen, emmanuel Lance. 1931. Les essences forestières du Congo Belge: Manuel des essences forestières de la région équatoriale et du Mayombe. Editor Impr. industrielle et financière, 282 pp.

- -----------------------------. 1923. Manuel des Essences forestières du Congo Belge (Région équatoriale et Mayombe): Royaume de Belgique. Ministère des Colonies. Direction de l'Agriculture. Par C. Vermoesen. Planches coloriées et dessins par E. Lance. Editor Impr. Industrielle et Financière, 282 pp.

## Honores

### Epónimos
- (Annonaceae) Polyceratocarpus vermoesenii Robyns & Ghesq.[2]

- (Celastraceae) Salacia vermoeseniana R.Wilczek[3]

- (Commelinaceae) Commelina vermoesenii De Wild.[4]

- (Lauraceae) Beilschmiedia vermoesenii Robyns & Wilczek[5]

- (Rubiaceae) Ixora vermoesenii Wernham[6]

- (Sapotaceae) Englerophytum vermoesenii (De Wild.) Aubrév. & Pellegr.[7]

- La abreviatura «Vermoesen» se emplea para indicar a Camille Vermoesen como autoridad en la descripción y clasificación científica de los vegetales.[8]